# Instinct of sight
Instinct of Sight (簡稱IOS)，是一隊五人香港獨立樂團，樂隊於2014年春成立。成員有主音阿寶（Noa Ah Bo / N.O.A）、結他手阿維（Waiself）和Dekezia、貝斯手及嘶吼阿恆（EVIN Law），以及鼓手FRED（Freddy Tsang）組成。樂隊以Post-Hardcore為創作基礎，結合嘶吼唱腔和複雜多變的編曲，展現出强烈的情感張力。作為香港獨立音樂、金属乐队，自成立後演出持續活躍於中港台，樂隊曾獲邀參與香港Clockenflap、wow and flutter（页面存档备份，存于）、台灣Wake Up Festival、聲波浪潮音樂節、台灣山海屯音樂節等大型音樂節的演出，樂隊亦同時亦是Dr. Martens、Vans等經典年輕品牌的合作對象，受邀品牌發佈會或中國香港國際紋身展（页面存档备份，存于）等活動。2015年樂隊被選成為「StreetVoice大團誕生樂隊」，IOS的現場演出同樣具有強大的感染力，是香港近代倍受注目的重型獨立樂隊。
Instinct of Sight 的作品如《界限症》、《過》、《白黑》、《定格》和《Distance》等，都從不同角度切入當代人的精神困境和社會現實。《界限症》探討了數位時代下，個體被數據系統異化的問題，歌詞「說過不怕犧牲不受洗禮/出生已被重重包圍」直指現代人從出生便被編碼進數據牢籠的絕望現實。這種對社會議題的敏銳捕捉，使他們的音樂成為一種既揭露傷口，又試圖尋找療癒的可能的精神具象化。
Instinct of Sight 的音樂創作過程體現了高度的自主性，從曲詞編監、混音到視像後期製作，均由樂隊成員親自參與。這種全方位的參與使他們的音樂更具個人精神色彩和藝術表達的真實性。例如2018年推出作品《Armour》講訴友誼，紀錄克服阻礙的覺悟（由結他手意外受傷事件觸發）；《定格》反思生命的意義，剖析現代社畜的精神內出血；《光影》與本地樂隊逆流主音Kit Lo一同創作，以刻畫過去現在未來入詞。IOS的音樂不僅是聲音的藝術，更是對香港社會現實的回應。他們用音樂解剖數位時代的異化現象，並將身份焦慮與反抗的聲波具象化。

## 成員
| 成員            | 暱稱／其他藝名   | 崗位       | 年份          |
| 現任成員        | 現任成員         | 現任成員   | 現任成員      |
| --------------- | ---------------- | ---------- | ------------- |
| N.O.A           | 阿寶 / Noa ah bo | 主音       | 2014年至今    |
| Waiself         | 阿維             | 結他手     | 2014年至今    |
| EVIN            | 阿恆             | 低音結他手 | 2014年至今    |
| Dekezia         | Marco            | 結他手     | 2020年至今    |
| FRED            | Freddy Tsang     | 鼓手       | 2023年至今    |
| 前任成員        |                  |            |               |
| Chung Wing Kwok | 阿聰             | 結他手     | 2014年-2019年 |
| KINISQUAD       | 阿健             | 鼓手       | 2014年-2022年 |

## 樂隊簡介

### 2014 - 2015
2014年初始陣容為主音N.O.A （Noa ah bo）、嘶吼與貝斯手EVIN Law、及結他手Kwok Chung Wing ，在結他手Sze Wai Chan加入後，擔任作曲及編曲部分。樂隊音樂風格由Power pop轉型為Post-Hardcore音樂 。其後Kin T.Poon加入，擔任鼓手及監製位置。五人正式成團創作屬於Instinct of Sight的音樂，2014年成立初期活躍於不同比賽，蒲窩青少年樂隊比賽、全港青少年樂隊比賽、虎牌樂隊比賽及仲夏音樂節選拔比賽，躋身決賽奪冠軍及亞軍，被授予最佳台風、最佳鼓手及最佳結他手等獎項。比賽過後，樂隊常常活躍參與Live House演出，演出包括 Echo Livehouse, KD Square, Hidden Agenda, MOM、FOCAL FAIR, HANGOUT, 蒲吧, 到E-MAX、麥花臣、Starhall、亞洲博覽館等等見證著場地變遷等等。樂隊被 香港專上學院、香港大學、香港中文大學、香港理工大學、香港城市大學、香港浸會大學、香港科技大學、兆基創意書院邀請踏進校園作年度公演。
2015年九隊香港本地樂隊聯手打造重組現埸Re-Member Live 2015，並創造主題曲記載著九隊樂隊的音樂信念和團結。Remember Live演唱會三場均爆滿，9隊重型樂隊包括 Instinct of Sight、鐵樹蘭、逆流、門生、Black Night Red Sky、Maniac、秋紅、DeepInside、Ignite The Hope，演出中九隊樂隊以 重組 為主題（即Featuring 成員調換音樂角色切磋）。同年間，Instinct of Sight N.O.A 與同場的逆流Kit Lo首度合作創作了《光影》一曲，在Remember Live首度開唱廣受好評 在YouTube播放率逾40萬，聽眾開始由香港延伸到海外各地。
2015年樂隊亦被選成為「StreetVoice街聲大團誕生樂隊」，受到StreetVoice獨立音樂誌資深音樂人奧利佛Oliver 高度評價為 香港重型圈最強新星，並受邀去到Legacy Taichung 傳音樂展演空間演出。

### 2016
2016年Instinct of Sight於臺灣、南中國逐漸形成人氣，頻繁來回於各地Live House、校園AP演出。
除了受邀作為通利琴行、蒲窩等香港青少年比賽的表演嘉賓，亦受到年輕品牌范斯Vans注目 及受邀參與香港國際紋身展活動
同年參加多個大型音樂節，如年尾樂隊首次進軍臺灣，被受邀往臺灣山海屯音樂節。
2016年Instinct of Sight首度參與香港wow and flutter本地薑音樂節，除了發布作品《光影》外，主唱啊寶亦於同年與本地重型樂隊Parallel Horizons合作推出單曲《Pillars》。

### 2017 - 2018
從2014年成立至2017年Instinct of Sight頻繁演出累積60多場舞台經驗下，第二次踏足wow and flutter 亦躍進至主舞台香港台 作為壓軸演出樂隊。在壓抑社會氣氛下，樂隊於同年推出《定格》反思生命的價值，表達忠於自我，與同輩及追夢人互相勉勵。
2017年備受本地音樂網上媒體及雜誌撰文關注，如：御用攝影師Rose Xie《life is for sharing》相展專場、女主唱啊寶的9+1張專輯訪問，更入選《二〇一七。香港樂評選入圍名單》的香港樂評年度旋律。同樣入選年度旋律的藝人有側田、林奕匡、鄧小巧、岑寧兒。
2018年在累積相當現場經驗後，樂隊決定推出音樂專輯，同年除了根據現場演出調整編曲及專注錄音、Music Video製作外，也為本地獨立樂隊The Priceless Boat、臺灣獨立樂隊血肉果汁機在台中 Legacy Taichung傳音樂展演空間 作專場開場。2018年中推出《Armour》透露數年前成員隱藏了吉他手嚴重骨折的事實，歌曲中透露了五人在路上互相鼓勵扶持的情誼，並於2018年底Instinct of Sight公佈了10首歌的大碟即將推出的消息。
Instinct of Sight的歌曲於Spotify、JOOX、iTunes、MOOV、等等主流音樂平台上架。

### 2019
2019年3月，Instinct of Sight於九展musiz zone舉行《BLENDED ABSTRACT》CD Release Party 逾千人聚首 站無虛位一票難求
Instinct of Sight於10月在社交媒體宣佈結他手阿聰巳離隊，樂隊由五人變回四人陣容。

### 2022-2025
從出道起便活躍於港澳台及內地的大小舞台、比賽盛事和著名音樂節、常受邀作為隆重開場及壓軸表演。
2023年 作品「白黑」榮獲第一屆Tone Music Awards
全民票選「香港最佳金屬樂隊」年度單曲大獎
2023年赴台灣為血肉果汁機「深海童話」台中專輯發佈場作氣氛開場
2024年VIUTV電視台chill-club推介榜壓軸表演嘉賓、2024年中在香港最大場館 Asia-Expo 亞洲博覽館為未來音樂祭作重要開場、2025年POPFEST音樂節壓軸表演單位，累積至今超過200多場演出。

## 參與演出

### 獨立專場
| 2019 | 《BLENDED ABSTRACT》CD Release Party                               |
| 2021 | Star Hall Melting Point Live 2021 （連同香港重型樂隊逆流、Maniac） |

### 音樂節 頒獎禮
| 2015 | 順德北滘仲夏音樂節 主舞台 (北滘)                 |
| 2015 | 吶喊音樂節 (廣東)                                |
| 2016 | The Next Big Thing年度活動香港區代表 (香港)      |
|      | JUBA - 大專聯校樂隊巡遊 (香港)                   |
|      | Wake Up音樂祭 (台灣)                             |
|      | Wow and Flutter本地薑週末音樂節 新界台 (香港)    |
|      | 山海屯音樂節 Heartown Festival (台灣)            |
|      | 生力啤酒節 - 香港龍舟嘉年華                      |
| 2017 | Wake Up音樂祭 Wake up festival (台灣)            |
|      | Wow and Flutter本地薑週末音樂節 香港台 (香港)    |
|      | 聲波浪潮音樂節 (台灣)                            |
| 2018 | Clockenflap 2018 (香港)                          |
| 2020 | TONE Online Music Festival Vol.2 2020 (香港)     |
| 2021 | UNISON FEST: 20.20 對倒並行 (香港)               |
|      | TONE MUSIC FESTIVAL 未來音樂祭 2021 (香港)       |
|      | TONE MUSIC FESTIVAL 未來音樂祭頒獎禮 2023 (香港) |
| 2023 | THE NEXTWAVEHK(香港)                             |
| 2024 | EMERGENT FESTIVAL (香港)                         |
| 2024 | POPFEST (香港)                                   |
| 2024 | Viutv Chillclub年度推介頒獎禮 (香港)             |

### 校園演出
| 2014      | 「凝音有喜」香港科技大學                                  |
| 2015      | HKCC Annual赤壁 蒲吧 Hangout                              |
|           | 東涌中學聯校表演嘉賓                                      |
|           | The 40th POLYMUSO Orientation Band Show 香港理工大學      |
|           | JUBA - 大專聯校樂隊巡遊                                   |
|           | HKCC - 香港樂隊巡迴表演第一站                             |
|           | 香港中文大學 - 香港樂隊巡迴最終站@CUHK                    |
| 2016-2017 | HKCC present: 巾幗 蒲吧 Hangout                           |
|           | 午後彩虹 西灣河蒲吧                                       |
|           | 香港兆基創意書院 - My rocker classmate 2017               |
|           | HSMC Music Society - 3r Annual performance輕狂            |
|           | 香港浸會大學 - 第二十一屆樂社年度公演                     |
|           | 香港中文大學 - CC Band Society AP 2017 - 《釋放Liberate》 |
|           | BUHK 21ST Opening Show @BUHK                              |
|           | 塔石體育館 塔石青年展藝館 （澳門）                        |
| 2018      | 山城音樂節2018 ～漫弦Shuffle                              |
| 2024      | 香港中文大學千人宴                                        |

### 品牌演出
| 2015 | 范斯 HOUSE OF VANS Asia Tour 中環四號碼頭               |
|      | SCHECTER Artists Tour Master VS Monster 弘力樂器 香港站 |
|      | The Next Big Thing 年度活動香港區代表                   |
|      | 第三屆香港國際紋身展                                    |
| 2016 | 生力啤酒節 - 香港龍舟嘉年華                             |
|      | 安盛 AXA安盛香港 全城馬拉松                             |
| 2018 | Dr. Martens 香港 X 日本 MUSIC UNION                     |

### 專場開場演出
| 2015 | 邏輯失控南方專輯發佈場 香港站                                       |  |
|      | Parallel Horizons Presents: Worlds Collide 專輯發佈場               |  |
| 2016 | 台灣The Next Big Thing 大團誕生                                     |  |
|      | 香港亞太區青年樂隊大賽 Hong Kong Asia Pacific Youth Band Sound      |  |
| 2017 | 《Pieces of a dream tour live in Hong Kong》Multi-ego香港專輯發佈場 |  |
|      | 蒲窩青年樂隊大賽                                                    |  |
| 2018 | The Priceless Boat <On The Palms Of My Hands>香港專輯發佈場         |  |
|      | 血肉果汁機「深海童話」台中專輯發佈場                                |  |
| 2023 | 血肉果汁機 golden太子bro 黃金香港行                                 |  |
| 2025 | Parellel Horizons consecrated anguish EP Release Show               |  |

### 部分比賽及其他Showcase
| 2014      | 2014倒數音樂會 新城市廣場                                                              |
|           | 全澳青少年原創音樂比賽 全港青少年樂隊比賽@Tom Lee Academy Hall(獲冠軍樂隊及最佳吉他手) |
|           | 蒲窩樂隊比賽 公開組@E-Max Music Zone( 獲The 1st runner-up及最佳鼓手)                   |
| 2015      | 粵唱粵強 蒲窩 WAREHOUSE                                                                |
|           | Feb呈獻：Music Live show ECHO回音LiveHouse                                             |
|           | 虎啤樂隊龍虎榜深圳區城市決賽@廣州太古倉                                                |
|           | 虎啤樂隊龍虎榜深圳區城市總決賽@廣州太古倉                                              |
|           | 順德北滘仲夏音樂節第二場@順德北滘仲夏音樂廳（獲冠軍樂隊及仲夏優秀原創獎、最佳台風獎）  |
|           | 青年樂隊大賽2015決賽 表演嘉賓@ E-Max Music Zone                                        |
|           | 重組現埸Re-Member Live 2015@蒲吧 Hangout                                               |
|           | 美麗南方音樂節選拔賽@So What Live House                                                |
|           | 順德北滘仲夏音樂節 主舞台@北滘廣場                                                     |
|           | Vivistar音樂季深圳大學站                                                               |
|           | Vivistar音樂季廣州大學站                                                               |
|           | Vivistar音樂季順德大學站                                                               |
|           | 聖誕樹開幕儀式 文化中心                                                                |
|           | 年末呈獻：Music liveshow2015 ECHO回音LiveHouse                                         |
| 2016      | Focal Fair presents - 壹 @ Focal Fair                                                  |
|           | 午後彩虹 @ 蒲吧 Hangout                                                                |
|           | Heavy #18@[[The Underground                                                            |
|           | 香港亞太區青年樂隊大賽 Hong Kong Asia Pacific Youth Band Sound Competition@Music Zone  |
|           | Against The Silence鳴爭暗鬥呈獻: The Scene Is Not Over Yet!@LMA Macau                  |
|           | I AM STILL ALIVE @蒲窩                                                                 |
| 2017-2018 | 蒲窩青少年中心 決賽嘉賓                                                                |
|           | LIFE is for Sharing 獨立搖滾聚會@Hidden Agenda                                         |
|           | Wow and flutter presents Instinct of Sight Live@Home                                   |
|           | 澳門塔石青年展藝館                                                                     |
|           | 敢躁敢為@順德tao花livehouse                                                            |
|           | 粵語大核唱 廣州                                                                        |
| 2023      | MANIAC PRESENT: WEIGHT                                                                 |
| 2023      | 蒲吧春季音樂祭                                                                         |
| 2025      | 紋藝祭 TAT FEST 2025                                                                   |

## 音樂作品
| 歌曲                      | 類型 | 發行日期 | 曲目                                                                                                   |
| ------------------------- | ---- | -------- | --- |
| 《過》                    | 單曲 | 2014     | 過 |
| 《Crawling》              | 單曲 | 2015     | Crawling                                                                                               |
| 《光影》                  | 單曲 | 2016     | 光影                                                                                                   |
| 《定格》                  | 單曲 | 2017     | 定格                                                                                                   |
| 《Armour》                | 單曲 | 2018     | Armour                                                                                                 |
| 《Blended Abstract》      | 大碟 | 2019     | From Now On Armour Crawling 定格 光影 過（重新錄製） Lost in Somewhere Distance Light Blended Abstract |
| 《Light (Lo-Fi Version)》 | 單曲 | 2021     | Light (Lo-Fi Version)                                                                                  |
| 《白黑》                  | 單曲 | 2021     | 白黑                                                                                                   |
| 《界限症》                | 單曲 | 2025     | 界限症                                                                                                 |

## Collab 音樂作品
| 歌曲                                           | 類型 | 發行日期 | 曲目          |
| ---------------------------------------------- | ---- | -------- | ------------- |
| 《Remember this》remember live 主題曲          | 單曲 | 2015     | Remember this |
| 《光影》feat. kit lo (2016)                    | 單曲 | 2016     | 光影          |
| 《Pillars》N.O.A x Parallel Horizons           | 單曲 | 2016     | Pillars       |
| 《twi light》N.O.A x 日本 Takase toya 合作單曲 | 單曲 | 2022     | Twi light     |

## 官方連結
- Instinct of Sight官方網站（页面存档备份，存于）
- Instinct of Sight官方Facebook（页面存档备份，存于）
- Instinct of Sight官方YouTube頻道（页面存档备份，存于）
- Instinct of Sight Instagram（页面存档备份，存于）
- Soundcloud（页面存档备份，存于）
- Street Voice（页面存档备份，存于）
- 新浪微博（页面存档备份，存于）

## 媒體連結
- 【扭耳仔】主唱啊寶9+1最受影響專輯（页面存档备份，存于）
- ARTIST（页面存档备份，存于）
- 【STREETVOICE】香港重型圈最強新星 Instinct Of Sight 單曲〈Crawling〉（页面存档备份，存于）
- 【扭耳仔】<Life is for Sharing> 獨立搖滾聚會（页面存档备份，存于）
- 【蘋果日報Appledaily】銅鑼灣有4本地樂隊音樂會（页面存档备份，存于）
- 【THE STANDARD NEWS】香港獨立音樂圈大事回顧（页面存档备份，存于）
- 【叱咤903】叱咤咤 派台歌（页面存档备份，存于）
- 【HKMC2】二〇一七。香港樂評選入圍香港樂評年度旋律（页面存档备份，存于）
- 【樂評】Oliver 在聽：定格 by Instinct of Sight[永久]
- WEEKEND 本地薑週末演出名單全公佈（页面存档备份，存于）
- 【吹音樂】真正屬於香港人的音樂節 wow and flutter WEEKEND（页面存档备份，存于）
- 【吹音樂】女主唱領軍港團大集合！7/10 西灣河蒲吧爆炸登場（页面存档备份，存于）
- 【吹音樂】齊心事成！香港重型樂團圈大堆頭合唱巨作〈Remember This〉（页面存档备份，存于）
- 【吹音樂】2015 香港大團誕生第二季 入選名單公佈（页面存档备份，存于）
- 【THE STANDARD NEWS】香港獨立音樂圈大事回顧（页面存档备份，存于）
- 【叱咤903】叱咤咤 派台歌（页面存档备份，存于）
- 【HKMC2】二〇一七。香港樂評選入圍香港樂評年度旋律（页面存档备份，存于）
- 【網址】英國 Architects 領軍 山海屯音樂節全陣容公布（页面存档备份，存于）